# Un atelier aux Batignolles

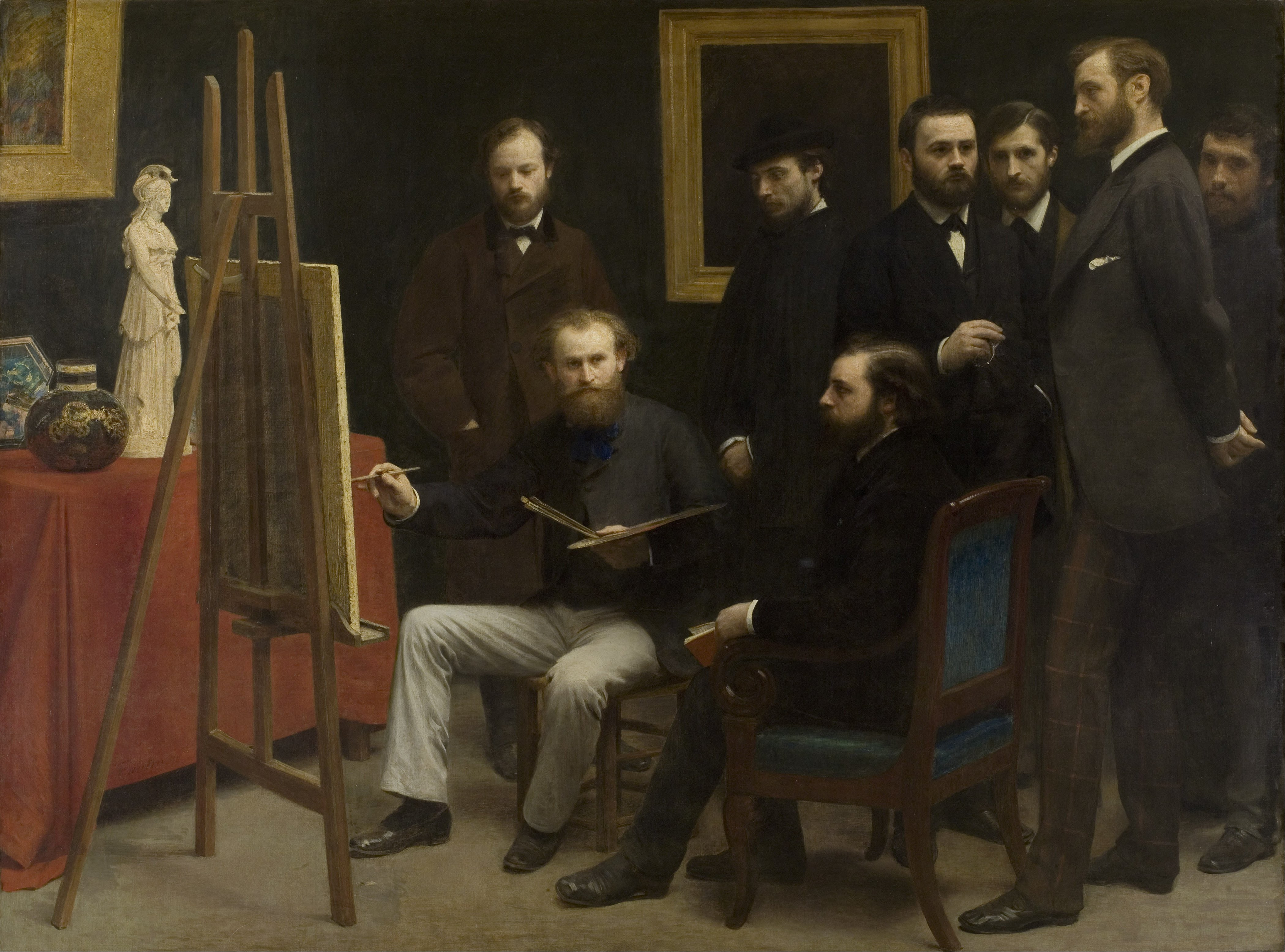
Un atelier aux Batignolles
Henri Fantin-Latour, 1870
204 × 273,5 cm
Öl auf Leinwand
Musée d’Orsay, Paris

Das 1870 entstandene Gemälde Un atelier aux Batignolles gehört zu einer Reihe von Gruppenporträts, die Henri Fantin-Latour von befreundeten Künstlern in der zweiten Hälfte des 19. Jahrhunderts geschaffen hat. Das 204 × 273,5 cm große Bild zeigt den Maler Édouard Manet, umgeben von Kollegen und Bewunderern, in einem Atelier im Künstlerviertel Quartier des Batignolles. Das Gemälde gehört heute zur Sammlung des Musée d’Orsay.

## Bildbeschreibung
In einem Innenraum befindet sich eine Gruppe von Männern mittleren Alters. In der Bildmitte sitzt vor einer Staffelei ein Mann mit Palette in der linken und Pinsel in der rechten Hand. Während der Mann frontal dargestellt ist, ist von der Leinwand, an der er den Pinsel anlegt, nur die Rückseite zu sehen. Der Mann betrachtet den neben ihm sitzenden Mann, welchen er zu porträtieren scheint. Dieser richtet seinen Blick unterdessen auf das entstehende Gemälde. Hinter diesen beiden sitzenden Personen stehen sechs weitere Männer. Diese betrachten teilweise ebenfalls das Gemälde, teils schauen sie in den Raum. Alle Männer tragen dunkle Anzüge; nur der Mann an der Staffelei trägt eine helle Hose, welches seine besondere Rolle unterstreicht. Vom Innenraum sind neben dem hellen Fußboden nur die dunkle Rückwand und die ebenfalls dunkle linke Wand zu sehen. Die Decke, eine Tür oder ein Fenster fehlen. An der Rückwand hängt ein leerer Bilderrahmen. An der linken Wand befindet sich ein gerahmtes Gemälde, von dem jedoch nur der rechte untere Bildrand zu sehen und dessen Motiv nicht zu erkennen ist. Unter diesem Gemälde steht an der Wand eine Anrichte, über die ein rotes Tuch gedeckt ist, das fast bis auf den Boden reicht. Auf dieser Anrichte befindet sich eine antike Figur (Athena?), ein dunkles Gefäß (eine japanische Lackarbeit?) und ein weiterer nicht deutlich zu erkennender Gegenstand. Der Raum wird nicht durch Tageslicht beleuchtet. Ein künstliches Licht richtet seinen Schein von rechts oben auf den malenden Mann in der Bildmitte. Neben Schwarz und Weiß sowie dem Rot der Decke ist das Bild überwiegend in Brauntönen gehalten. Die stehenden Personen, die verschiedenen Bilderrahmen, die Staffelei und die Ränder der Anrichte ergeben in ihren Linienverlängerungen ein vertikales und senkrechtes Gitternetz.

## Die dargestellten Personen

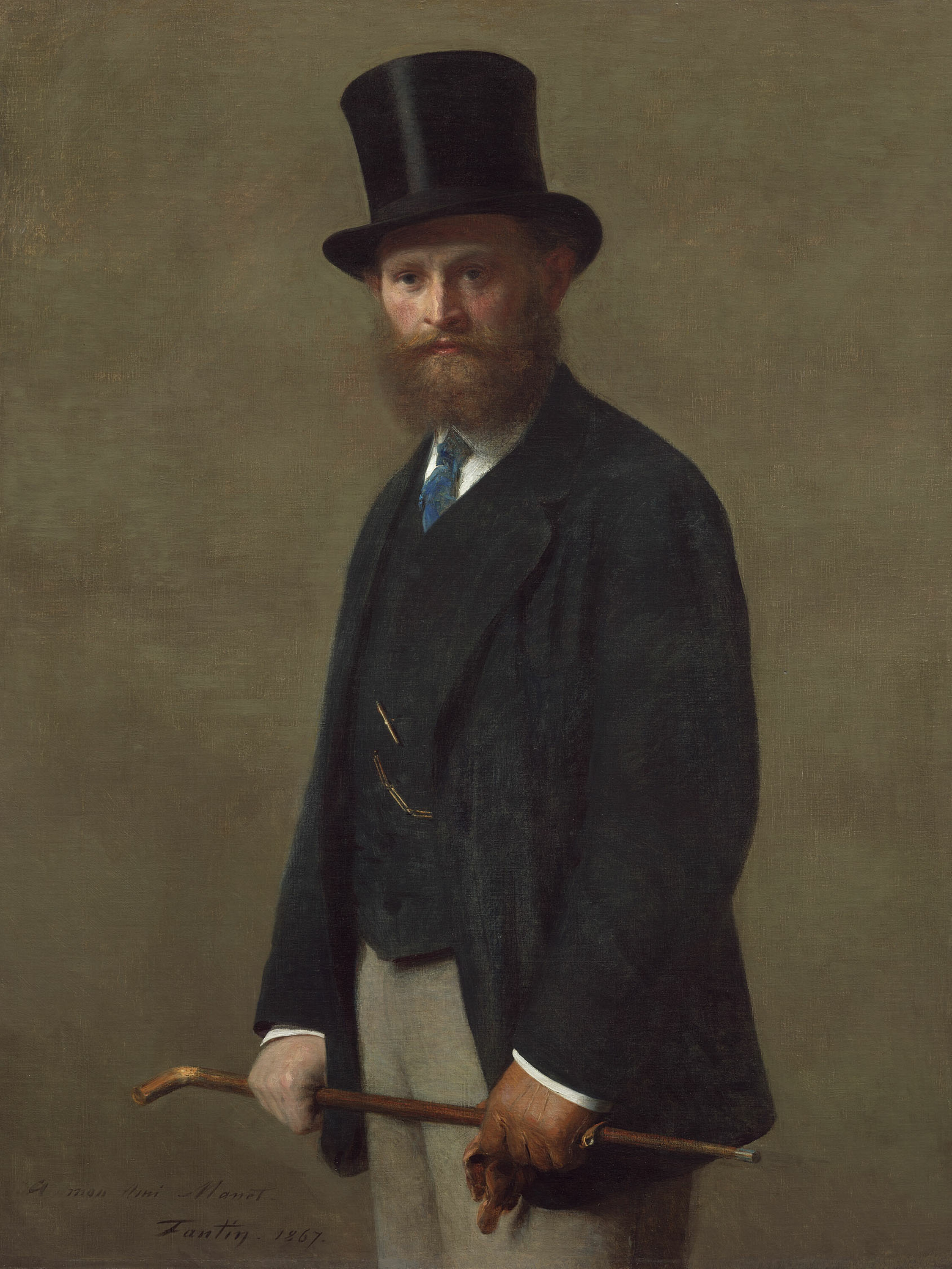
Henri Fantin-Latour:
Bildnis Édouard Manet

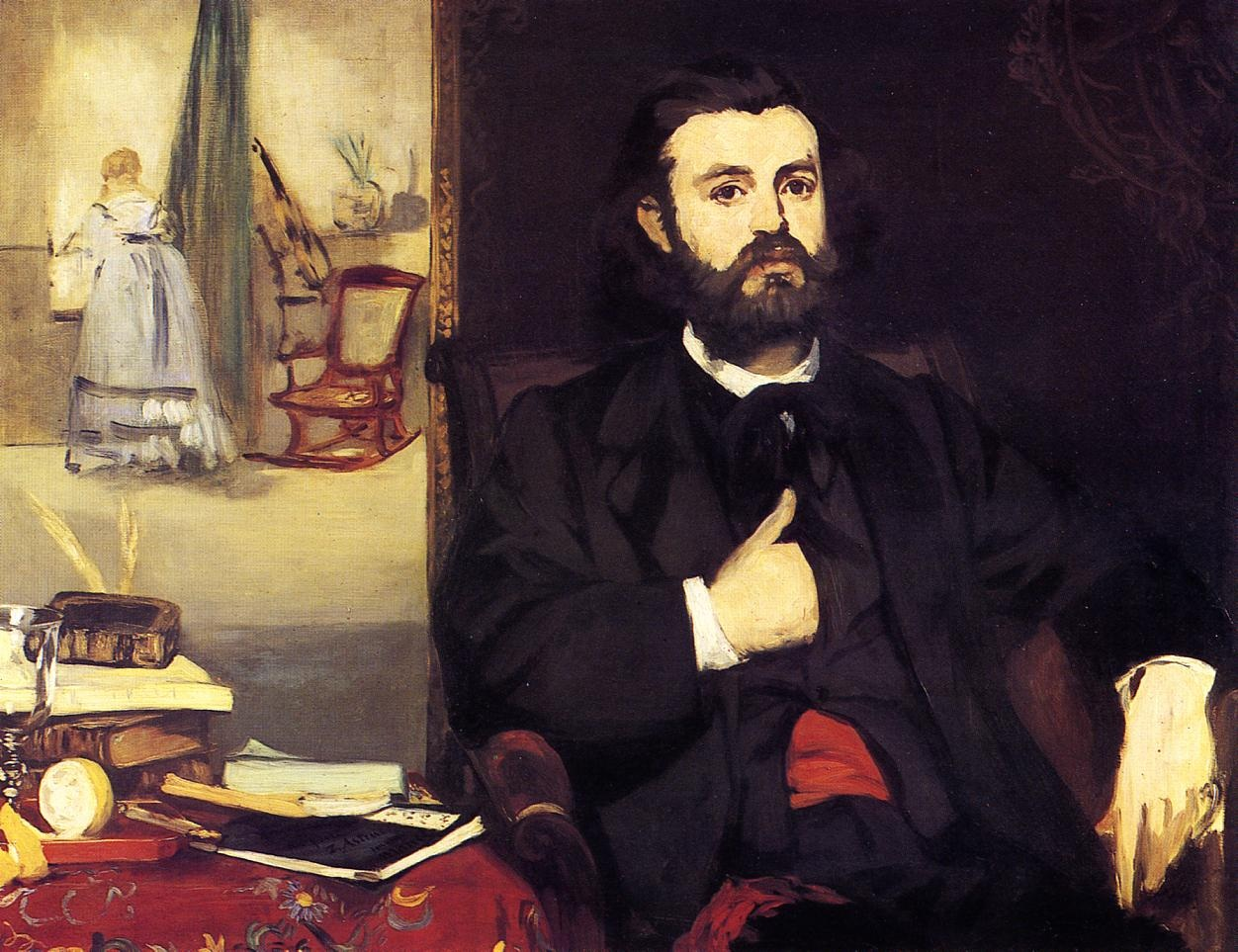
Édouard Manet:
Bildnis Zacharie Astruc

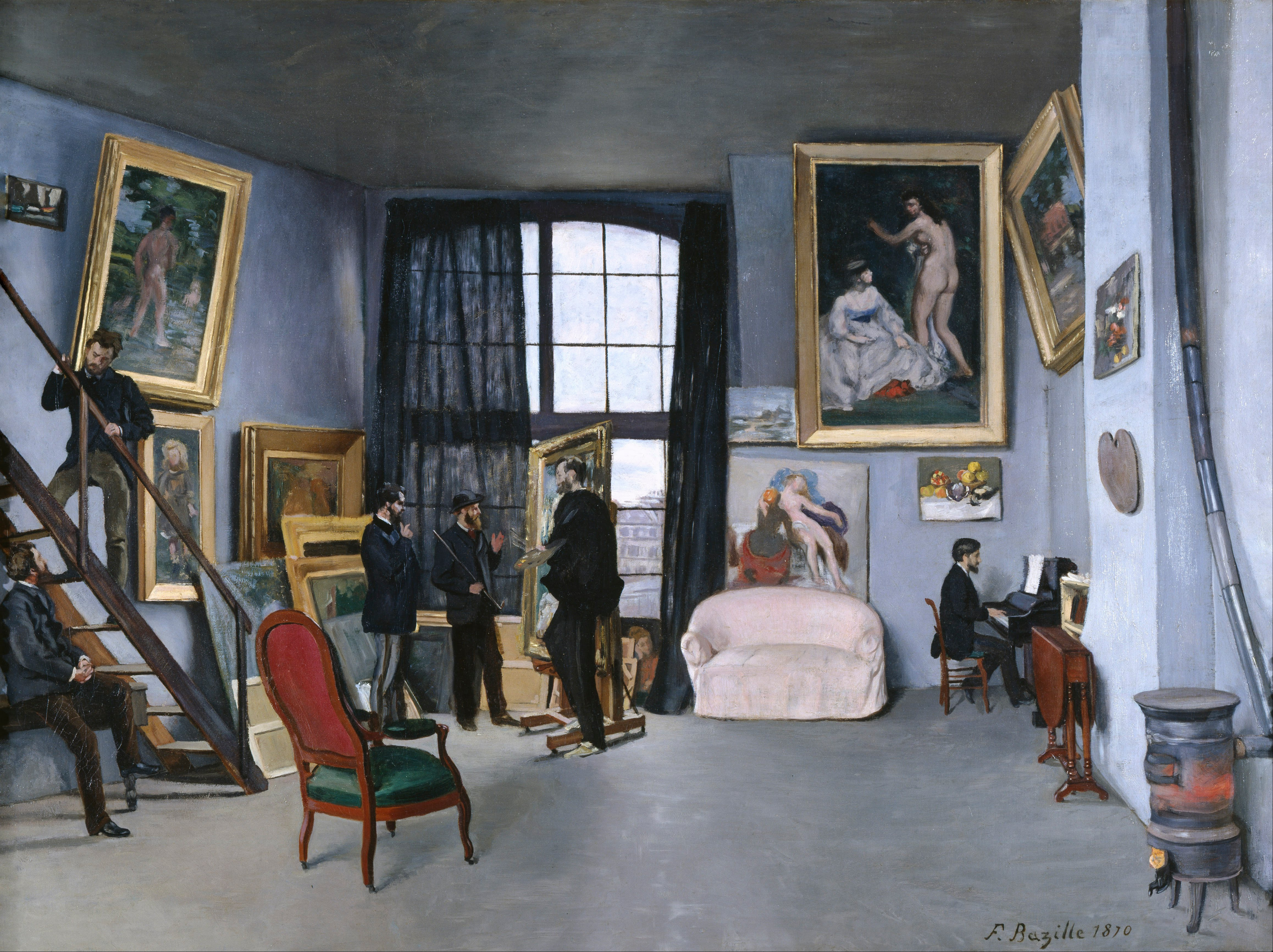
Frédéric Bazille:
Das Atelier in der Rue La Condamine

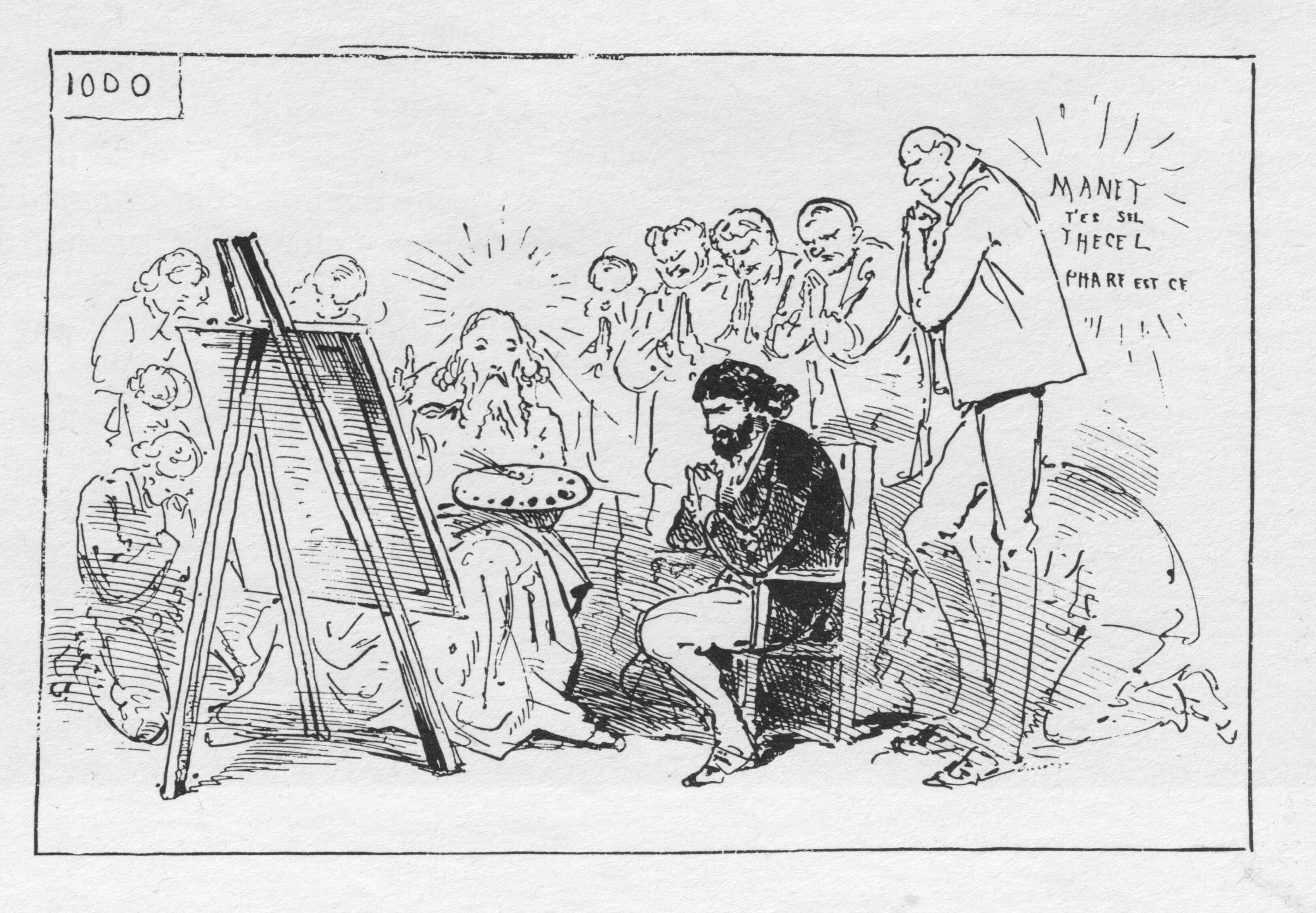
Zeitgenössische Karikatur von Bertall in Le Journal amusant

An der Staffelei sitzt der Maler Édouard Manet. Ihn hatte Henri Fantin-Latour bereits 1867 mit Zylinder und Gehstock in der Art eines vornehmen Bürgers porträtiert. Neben Manet sitzt der Kunstkritiker, Journalist, Dichter, Komponist, Maler und Bildhauer Zacharie Astruc. Astruc war einer der ersten Verteidiger der Kunst Manets. Das Bildnis von Astruc, welches Manet in diesem Gemälde zu malen scheint, entstand bereits 1866 und befindet sich heute in der Kunsthalle Bremen. Hinter den beiden stehen von links nach rechts die Maler Otto Scholderer und Pierre-Auguste Renoir, der Kunstkritiker und Schriftsteller Émile Zola, Renoirs Freund und Förderer Edmond Maître (1840–1898) sowie die Maler Frédéric Bazille und Claude Monet.

## Das Atelier in Batignolles
Das Pariser Stadtviertel Batignolles entwickelte sich in den 1860er Jahren zu einem bei Künstlern beliebten Wohn- und Arbeitsort. Neben Fantin-Latour hatten auch die anderen dargestellten Maler ihre Ateliers in diesem Viertel. Das im selben Jahr entstandene Bild Das Atelier in der Rue La Condamine von Frédéric Bazille zeigt eine realistische Wiedergabe seines Arbeitsplatzes, den er von 1868 bis 1870 mit Renoir teilte. Der gemeinsame Treffpunkt der Dargestellten war hingegen weniger ein Atelier, sondern das nahe gelegene Café Guerbois. Hier fanden heftige Diskussionen über die Erneuerung der Malerei in Abgrenzung zur akademischen Malerei statt. Der scharfzüngige Manet galt Kritikern als der Anführer einer neuen Schule in der Malerei. In Anlehnung an die Schule von Barbizon entstand so für die Gruppe junger Maler auch die Bezeichnung Schule von Batignolles. Die sich in den 1860ern entwickelnde Neue Malerei erhielt erst in den 1870ern die Bezeichnung Impressionismus.

## Henri Fantin-Latour
Der vor allem für seine Früchte- und Blumenstillleben bekannte Fantin-Latour malte neben einigen Einzelporträts auch mehrere Gruppenbildnisse. So entstand bereits 1864 das Gemälde Hommage à Delacroix, in dem er um ein Bildnis des verstorbenen Malers Eugène Delacroix einen Freundeskreis von Malern und Schriftstellern gruppierte. In diesem Bild porträtierte er sich selbst als Maler des Bildes, reihte sich jedoch mit den Freunden in eine Reihe und verzichtete auf eine hervorgehobene Rolle, wie er sie im Un atelier aux Batignolles Manet zuwies. Das Thema Gruppenporträt griff Fantin-Latour nochmals 1872 mit Le Coin de table auf. Hierin versammelte er um einen Tisch eine Gruppe von Schriftstellern um Paul Verlaine und Arthur Rimbaud. Musiker stellen schließlich in dem 1885 entstandenen Gemälde Autour du piano die Hauptrolle, in dem Emmanuel Chabrier am Klavier sitzend die Hauptperson ist. Alle diese Gruppenporträts wirken arrangiert und zeigen durch eine fehlende Lebhaftigkeit eine kompositorische Verwandtschaft zu den Stillleben des Malers.

## Wirkungen
Die im Gemälde dargestellte junge Malergeneration war Ende der 1860er Jahre in Paris zwar weitestgehend bekannt, aber beim Publikum und der Kritik bisher ohne nennenswerte Erfolge. Nach den Skandalen um die Gemälde Das Frühstück im Grünen 1863 im Salon des Refusés und Olympia 1865 im Pariser Salon wurde Manet für einige seiner jüngeren Malerkollegen und Schriftsteller zu einer Art Leitfigur als Erneuerer in der Kunst. Die Neue Malerei ist wiederholt angegriffen worden und ihre Protagonisten hatten den Ruf von Revolutionären. Die auch als „Bande à Manet“ bezeichneten Maler versuchte Fantin-Latour im Un atelier aux Batignolles als seriöse Künstler und Angehörige der Bourgeoisie darzustellen. Die gutgekleideten Personen verhalten sich völlig ruhig und konzentriert. Die klassische Statue auf der Anrichte verweist auf die Tradition und die Vorbilder in der Kunst. Von der Neuen Malerei ist indes nichts zu sehen: ein Bilderrahmen ist leer, ein Bild wird nur mit einer kleinen Ecke gezeigt und von dem vermeintlich entstehenden Gemälde sieht der Bildbetrachter nur die Rückseite. Fantin-Latours Malweise ist hierbei traditionell und erinnert an niederländische Gemälde des 17. Jahrhunderts. Mit diesem Gemälde versuchte er die Ernsthaftigkeit seiner Malerfreunde zu unterstreichen und jeglichen Anschein von Rebellion zu vermeiden. Das 1870 im Pariser Salon ausgestellte Gemälde erzielte jedoch diese erhoffte Wirkung nicht. Eine zeitgenössische Karikatur auf Un atelier aux Batignolles ist betitelt „Jesus beim Malen, umgeben von seinen Jüngern, oder Manets göttliche Schule“. Der Text in der Zeichnung, „Manet t’es sel thecel phare est ce“, lautet wörtlich übersetzt „Manet, der Du der Geist selbst bist. .. ein Leuchtfeuer. .. “. Der französische Originaltext ähnelt jedoch laut gesprochen dem biblischen „Mene, mene, tekel, upharsin“ (gezählt, gewogen und geteilt). Diese Untergangsprophezeiung war jedoch das Gegenteil von Fantin-Latours Anliegen.
Der Erfolg für die Malerfreunde stellte sich erst Ende der 1870er Jahre ein und Fantin-Latours Gemälde hat hierzu sicherlich nicht beigetragen. Das Bild stellt kein reales Atelier dar und vermittelt daher nicht, wie das Atelierbild von Bazille, eine zeitgenössische Momentaufnahme. Das Gemälde zeigt indes die freundschaftlichen Verbindungen der dargestellten Künstler zum Ende des zweiten Kaiserreichs und die Rolle Manets als Wegbereiter des Impressionismus. Dieser malte sich selbst als Künstler erst Ende der 1870er Jahre als Selbstporträt mit Palette.